# Johann Georg Hitzelberger
Johann Georg Hitzelberger (* 26. März 1714 in Münsterhausen; † 12. Juni 1792 in Wallerstein) war ein schwäbischer Stuckateur und Baumeister des Rokoko. Er war ab 1769 Hofbaumeister in Wallerstein und erhielt vor allem Aufträge vom Kloster Kaisheim.

## Leben
Johann Georg Hitzelberger wurde als Sohn eines Maurers in Münsterhausen, einer Gemeinde im Landkreis Günzburg im bayerischen Regierungsbezirk Schwaben geboren. Um 1740/42 ließ er sich in Ziemetshausen im Landkreis Günzburg nieder. 

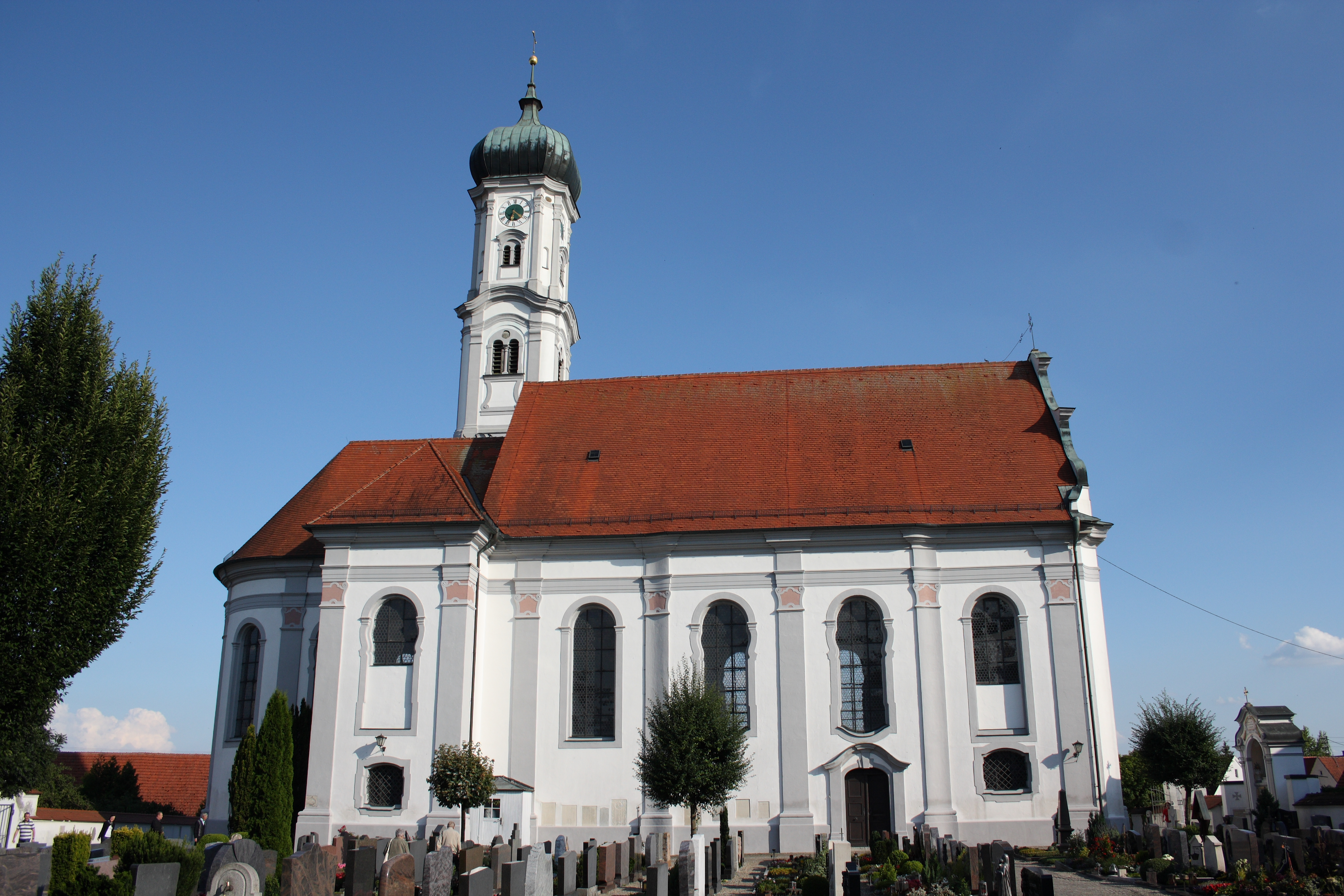
Pfarrkirche St. Peter in Tapfheim

## Laufbahn
Johann Georg Hitzelberger war geprägt von den Baumeistern der Wessobrunner Schule wie Dominikus Zimmermann und Joseph Schmuzer. Mit den Architekten Joseph Dossenberger und Thomas Schaidhauf war er an den Umbauten des Schlosses Taxis in Trugenhofen beteiligt. Im Auftrag von Cölestin I. Meermoos, des Abtes des Klosters Kaisheim, errichtete er die Pfarrkirche St. Peter in Tapfheim, sein erstes bedeutendes Bauwerk. Von 1769 bis zu seinem Tod war er Hofbaumeister in Wallerstein.

## Bauwerke
- 1741: Pfarrhaus in Wörnitzstein
- 1747–1749: Katholische Pfarrkirche St. Peter in Tapfheim
- 1750: Kalvarienbergkapelle in Wörnitzstein
- 1750: Katholische Pfarrkirche St. Nikolaus in Wolpertstetten
- 1754: Wallfahrtskirche Maria Vesperbild in Ziemetshausen
- 1756: Katholische Pfarrkirche St. Margareta in Sulzdorf
- 1766–1768: Katholische Pfarrkirche St. Vitus in Balzhausen
- 1768: Turm der Katholischen Pfarrkirche St. Martin in Ebenhausen
- um 1769: Katholische Pfarrkirche St. Peter und Paul in Obergessertshausen
- 1771–1772: Kapelle St. Leonhard in Habertsweiler (Zuschreibung)[1]
- 1774–1777: Katholische Pfarrkirche St. Martinus in Eglingen (Dischingen), Erweiterung des Langhauses
- 1774–1786: Katholische Pfarrkirche St. Georg in Trugenhofen (Dischingen)
- 1777–1778: Katholische Pfarrkirche St. Ägidius in Schabringen (Wittislingen)
- 1779–1780: Katholische Pfarrkirche St. Leonhard in Oberliezheim

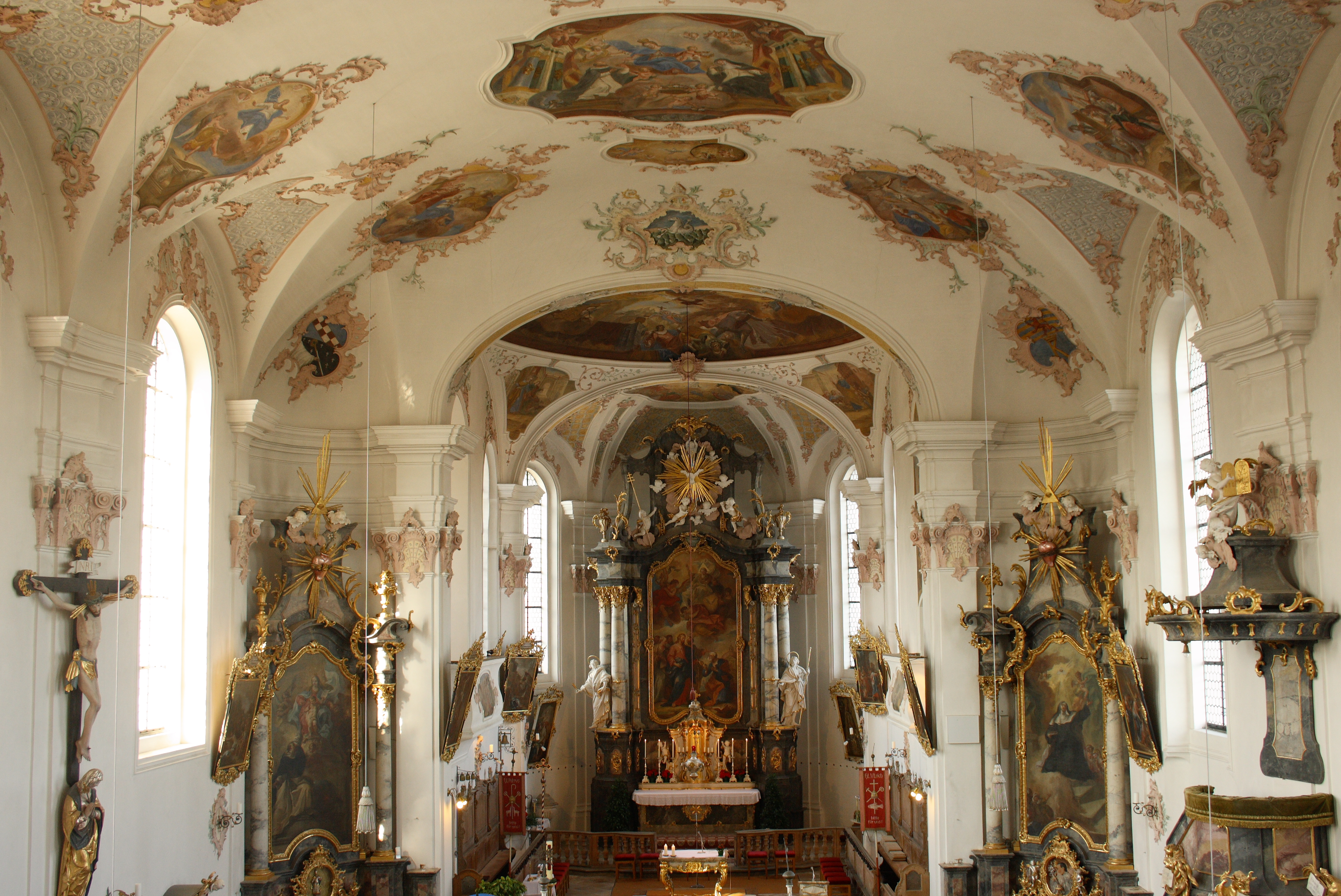
Pfarrkirche St. Peter in Tapfheim
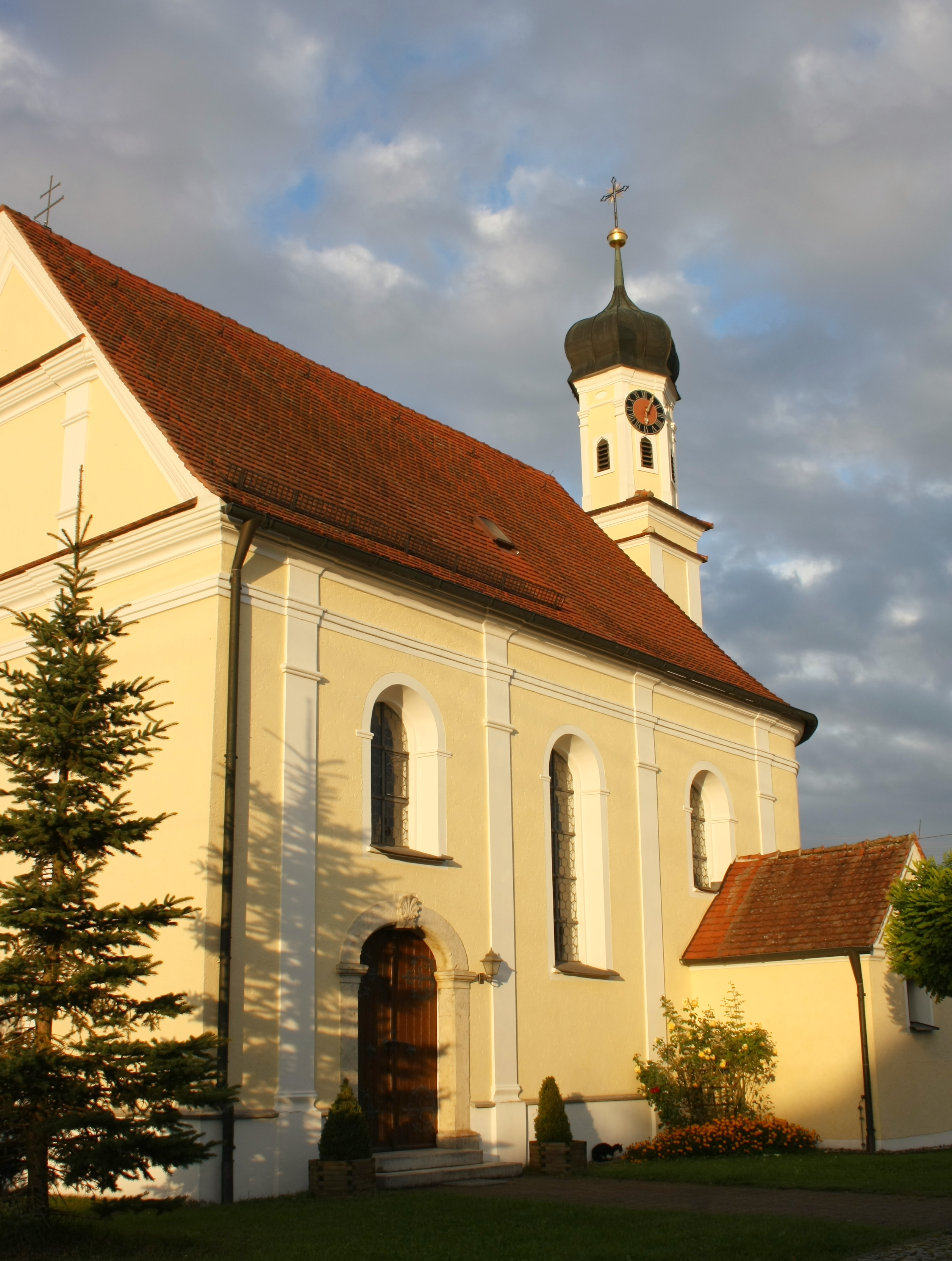
Pfarrkirche St. Nikolaus in Wolpertstetten
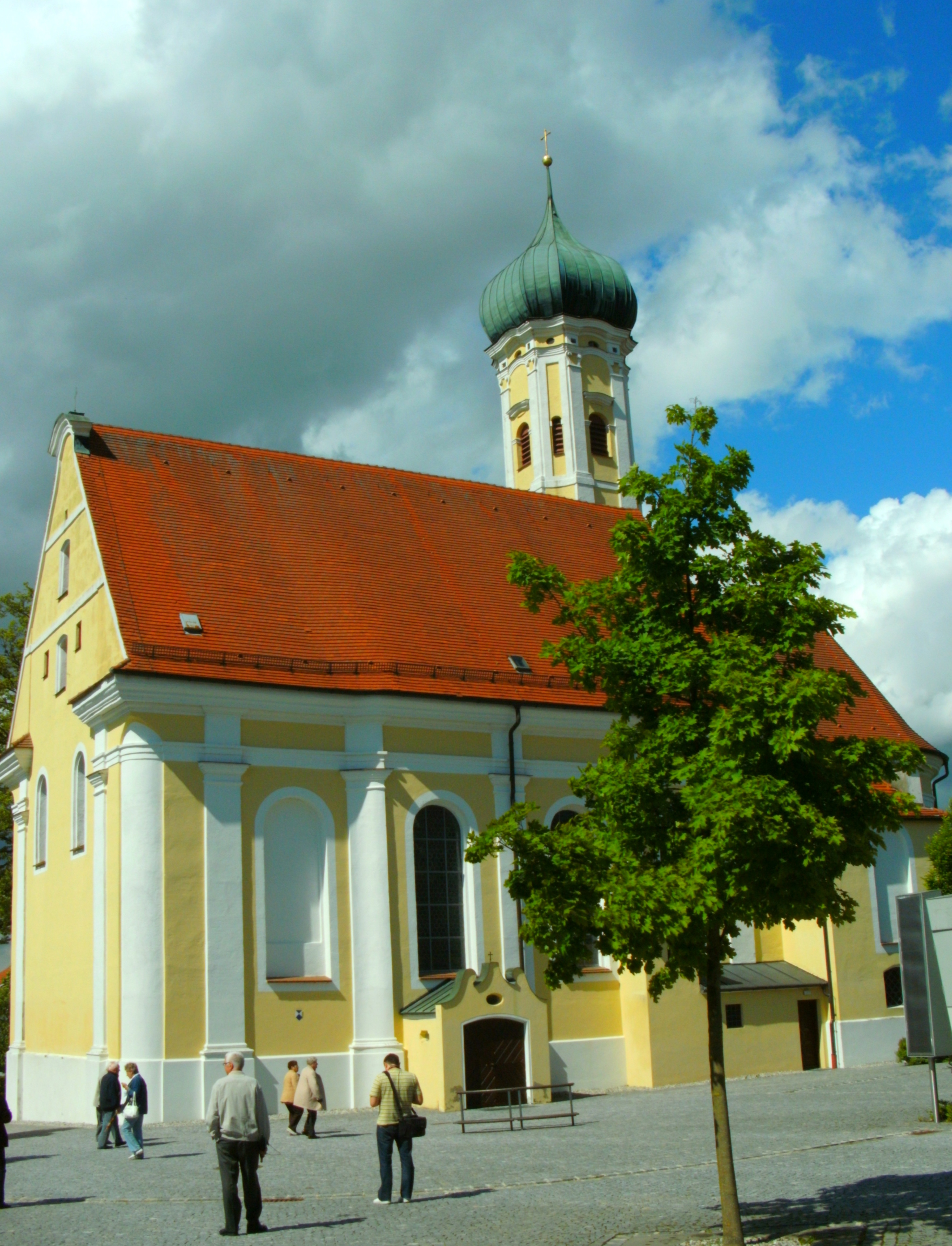
Wallfahrtskirche Maria Vesperbild in Ziemetshausen
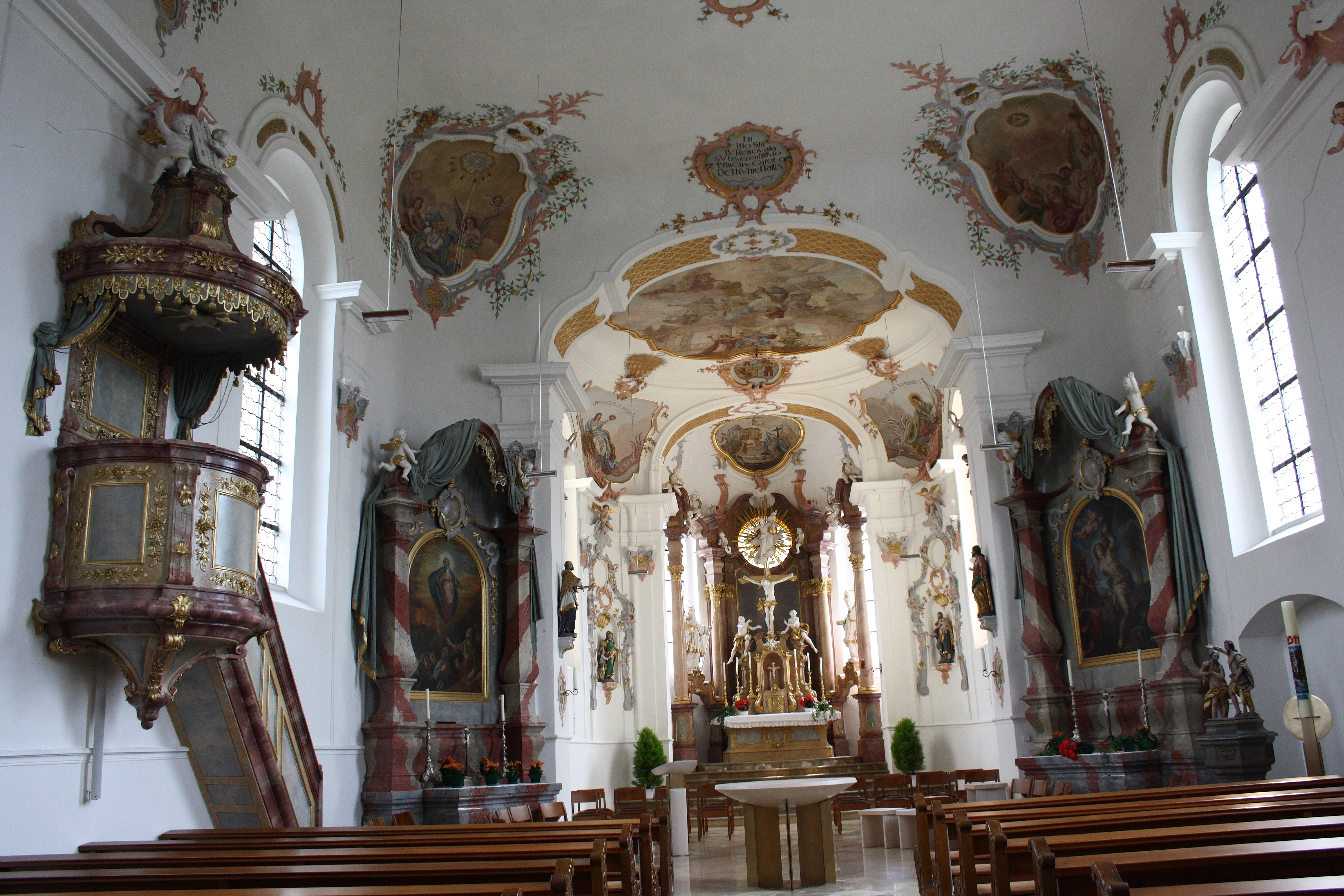
Pfarrkirche St. Martinus in Eglingen
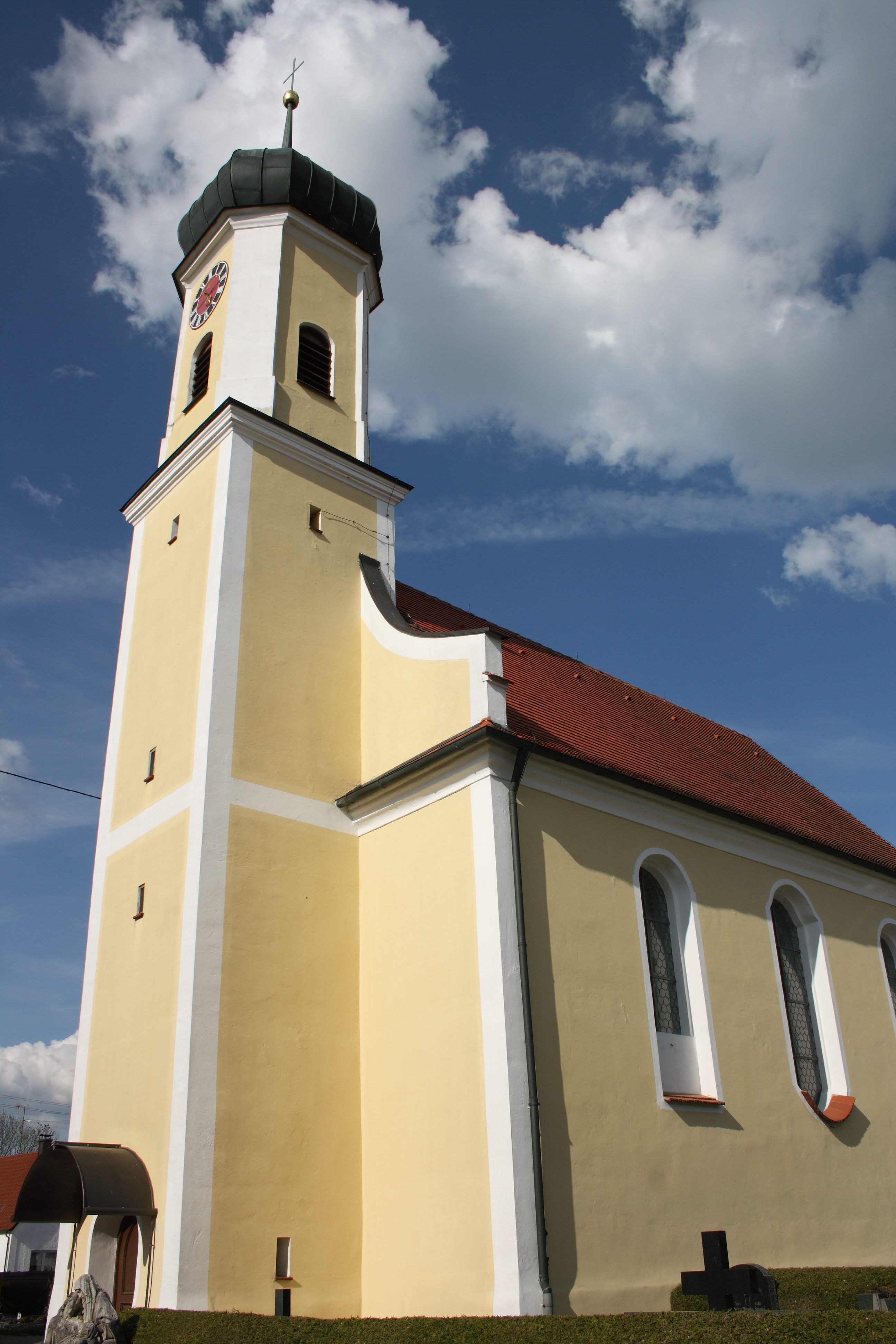
Pfarrkirche St. Ägidius in Schabringen